# BC Sint-Katelijne-Waver
BC Sint-Katelijne-Waver is een Belgische basketbalclub uit Sint-Katelijne-Waver die uitkomt in de Eerste nationale klasse van de damescompetitie. De club speelt haar thuiswedstrijden in Heiveld een sporthal in de gemeente Sint-Katelijne-Waver.

## Palmares
- Eerste klasse basketbal dames (België)

Winnaar (1x): 2010
- Beker van België

Finalist (2x): 2006, 2008

## Europees
| Seizoen | Competitie    | Ronde      |
| ------- | ------------- | ---------- |
| 2010/11 | EuroCup Women | 1/16       |
| 2011/12 | EuroCup Women | 4e groep E |
| 2012/13 | EuroCup Women | 4e groep D |
| 2018/19 | EuroCup Women | 3e groep J |
| 2019/20 | EuroCup Women | play-off   |